# Меномини (Мичиген)
Меномини (енгл. Menominee) град је у америчкој савезној држави Мичиген. По попису становништва из 2010. у њему је живело 8.599 становника.

## Демографија
Према попису становништва из 2010. у граду је живело 8.599 становника, што је 532 (5,8%) становника мање него 2000. године.
| Група             | 2000.         | 2010.         |
| Белци             | 8.827 (96,7%) | 8.237 (95,8%) |
| Афроамериканци    | 13 (0,1%)     | 37 (0,4%)     |
| Азијати           | 29 (0,3%)     | 41 (0,5%)     |
| Хиспаноамериканци | 102 (1,1%)    | 122 (1,4%)    |
| Укупно            | 9.131         | 8.599         |